# Территориальная прелатура Эскеля
Территориальная прелатура Эскеля (лат. Praelatura Territorialis Esquelensis) — территориальная прелатура Римско-Католической церкви с центром в городе Эскель, Аргентина. Территориальная прелатура Эскеля входит в митрополию Баия-Бланки. Кафедральным собором территориальной прелатуры Эскеля является церковь Святейшего Сердца Иисуса.

## История
14 марта 2009 года Папа Римский Бенедикт XVI выпустил буллу «De maiore spirituali bono», которой учредил территориальную прелатуру Эскеля, выделив её из епархии Комодоро-Ривадавии.

## Ординарии епархии
- епископ José Slaby, C.SS.R.[1] (с 14 марта 2009 года).